# Sci alpinismo ai III Giochi olimpici giovanili invernali
Le gare di sci alpinismo ai III Giochi olimpici giovanili invernali di Losanna si sono tenute a Villars-sur-Ollon, dal 10 al 14 gennaio 2020. Lo sport ha fatto il suo debutto ai giochi. Le gare in programma erano cinque: individuale e sprint maschile e femminile e staffetta a squadre miste.

## Podi

### Ragazzi
| Evento      | Oro            | Tempo    | Argento       | Tempo    | Bronzo             | Tempo    |
| Individuale | Thomas Bussard | 47'49"85 | Robin Bussard | 49'16"54 | Nils Oberauer      | 49'25"65 |
| Sprint      | Rocco Baldini  | 2'30"14  | Luca Tomasoni | 2'38"01  | Ot Ferrer Martinez | 2'43"28  |

### Ragazze
| Evento      | Oro              | Tempo    | Argento      | Tempo    | Bronzo         | Tempo      |
| Individuale | Caroline Ulrich  | 58'34"48 | Thibe Deseyn | 59'38"58 | Margot Ravinel | 1h00'28"95 |
| Sprint      | Maria Costa Diez | 3'22"45  | Silvia Berra | 3'24"98  | Margot Ravinel | 3'25"85    |

### Misti
| Evento                    | Oro                                                                | Tempo | Argento                                                               | Tempo | Bronzo                                                                         | Tempo |
| Staffetta a squadre miste | Svizzera Caroline Ulrich Thomas Bussard Thibe Deseyn Robin Bussard | 35"07 | Francia Victoire Berger Bazil Ducouret Margot Ravinel Anselme Damevin | 37"11 | Spagna Maria Costa Díez Marc Ràdua Ivern Ares Torra Gendrau Ot Ferrer Martinez | 37"13 |